# Луцій Марцій Цензорін (монетар)
Луцій Марцій Цензорін (лат. Lucius Marcius Censorinus; І ст. до н.е.) — політичний і військовий діяч Римської республіки, командувач римського флоту, монетний тріумвір 82 року до н. е., належав до партії популярів.

## Життєпис

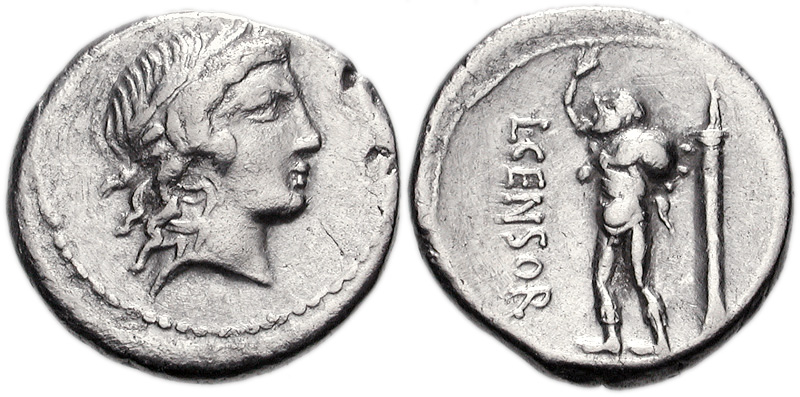
Денарій Л.Марція Цензоріна з Аполлоном та Марсієм (ліворуч), 82 рік до н. е.

Луцій Марцій Цензорін походив з патриціанського та заможного плебейського роду Марціїв. Онук Луція Марція Цензоріна, консула Римської республіки в 149 до н. е., батько Луція Марція Цензоріна, консула 39 року до н. е. Його старший брат Гай Марцій Цензорін був політичним та військовим діячем Римської республіки. 
Між 84 і 82 роками до н. е. Луцій Марцій Цензорін разом із П. Крепузієм і К. Мамілієм Ліметаном увійшов до складу колегії монетних тріумвірів. Тоді ж він викарбував денарій із сатиром Марсієм, який вважався легендарним засновником роду Марціїв.
Луцій Марцій Цензорін, як і його брат Гай Марцій Цензорін, був прихильником Гая Марія щодо надання римського громадянства всім італійцям під час Союзницької війни (91—88 до н. е.). У протистоянні із Суллою (138 до н. е. — 78 до н. е.) під час громадянської війни в 83—82 роках до н. е. брати зазнали поразки. Гая Марція Цензоріна у битві біля Колінських воріт полонили й обезголовили.
Імовірно, Луцій Марцій Цензорін був префектом римського флоту, про якого згадує Мемнон Гераклейський. Близько 70 року до н. е. він доставив на чолі ескадри з 15 трієр зерно з Боспорського царства в римський табір у Синопі.